# A Gentleman's Dignity
A Gentleman's Dignity (hangul:  신사의 품격; hanja: 紳士의 品格; rr: Shinsa-ui Pumgyeok) é uma série de televisão sul-coreana exibida pela SBS TV de 26 de maio a 12 de agosto de 2012, com um total de vinte episódios. É estrelada por Jang Dong-gun, Kim Ha-neul, Kim Su-ro, Kim Min-jong e Lee Jong-hyuk. A série marca o retorno a televisão do ator Jang Dong-gun, após doze anos.
Dirigida por Shin Woo-chul e escrita por Kim Eun-sook, seu enredo refere-se a carreira e a vida amorosa de quatro amigos de quarenta anos.

## Enredo
Através de uma amizade mantida desde a adolescência, os quatro amigos Kim Do-Jin (Jang Dong-gun), Im Tae-San (Kim Su-ro), Choi Yoon (Kim Min-jong) e Lee Jung-Rok (Lee Jong-hyuk) chegaram aos quarenta anos, enquanto passam pelo amor, sucesso e fracasso numa Coreia do Sul urbana.
Kim Do-jin é um playboy confiante, que conhece a professora Seo Yi-soo (Kim Ha-neul) e se apaixona por ela. Entretanto, ele descobre que ela nutre sentimentos por seu melhor amigo Im Tae-san. Então, Kim inicia um amor unilateral pela primeira vez em sua vida e tenta conquistar seu coração.
Im Tae-san inicia um relacionamento com Hong Se-ra (Yoon Se-ah), a colega de quarto de Seo. Os problemas surgem quando a primeira revela que não quer casar-se e a paixão de Seo é revelada.
Choi Yoon é um advogado, que ainda está se recuperando da morte de sua esposa há quatro anos, quando começa a ter sentimentos pela irmã mais nova de Im, Im Me Ah-ri (Yoon Jin-yi). Choi passa a recusar os seus sentimentos a fim de não comprometer sua amizade com Im.
Lee Jung-rok é casado com Park Min-sook (Kim Jung-nan), uma mulher rica. Ele constantemente flerta com outras mulheres o que causa problemas de confiança em seu casamento.
Enquanto isso, um adolescente chamado Colin (Lee Jong-hyun) vai a Coreia do Sul procurando pelos quatro homens e afirma que um deles é seu pai biológico.

### Prólogo
No início de cada episódio, um prólogo é exibido, os mesmo envolvem anedotas sobre a amizade do quarteto ao longo dos anos, e eles carregam um tom humorístico, com exceção do episódio 16. Os prólogos não estão relacionados narrativamente ao final do episódio anterior ou ao enredo do presente, no entanto, sublinham o tema de cada episódio.

## Elenco

### Principal
- Jang Dong-gun como Kim Do-jin[6][7]

- Kim Ha-neul como Seo Yi-soo[8][9][10]
- Kim Su-ro como Im Tae-san[11]
- Kim Min-jong como Choi Yoon[12][13][14]

- Lee Jong-hyuk como Lee Jung-rok[15][16]

| - Yoon Se-ah como Hong Se-ra - Kim Jung-nan como Park Min-sook - Yoon Jin-yi como Im Me Ah-ri - Lee Jong-hyun como Colin - Kim Woo-bin como Kim Dong-hyub - Park Joo-mi como Kim Eun-hee - Nam Hyun-joo como Professora Park - Park Ah-in como Advogado Kang - Yoon Joo-man como Choi, o Líder do Time - Min Jae-sik como o gerente da Mango Six Cafe's - Kim Chang-seong como Sang-hyun - Kim Geun como Kim Geun - Lee Joon-hee como Kwon - Jo Hyeon-gyu como Hyeon-gyu - Han Eun Sun como Young-ran - Ahn Jae-min como Yoo Seong-jae - Kim Yoon-seo como Kim Eun-ji, ex-namorada de Do-jin - Lee Yong-ih como Lee Mi-kyung, sogra de Yoon - Kim Sun-hwa como Diretor Song | - Sa-hee como alguém que seduz Kim Do-jin em um pub (ep 1) - Ahn Hye-kyeong como cliente de Choi Yoon (ep 2 and 10) - Hyejeong (AOA) como filha de Na Jong-seok (ep 3) - Choi Sung-jo como o instrutor Min-sook (ep 3) - Kim Kwang-kyu como professor (ep 4) - Sooyoung (Girls' Generation) como ela mesma (ep. 5) - Hwang Eun-soo como aprendiz de golfe de Hong Se-ra (ep 9 e 12) - Kim Dong-gyun como Na Jong-seok (ep 11) - Jung Yong-hwa (CNBLUE) como ele mesmo e antigo aluno de Seo Yi-soo (ep 13) - Juniel como artista de rua no parque de Hongdae (ep 13) - Kim Sung-oh como instrutor do exército (ep 15) - Jang Joon-yoo como convidada do encontro às cegas de Im Tae-san (ep 16) - Cha Hwa-yeon como mãe de Seo Yi-soo (ep 16 e 19) - Bae Ji-hyun como repórter (ep 20) |

## Recepção
Na tabela abaixo, os números azuis representam as audiências mais baixas e os números vermelhos representam as audiências mais elevadas.
| Episódio | Data de transmissão  | TNmS           | TNmS                         | AGB Nielsen    | AGB Nielsen                  |
| Episódio | Data de transmissão  | Em todo o país | Região Metropolitana de Seul | Em todo o país | Região Metropolitana de Seul |
| -------- | -------------------- | -------------- | ---------------------------- | -------------- | ---------------------------- |
| 1        | 26 de maio de 2012   | 13.7%          | 15.9%                        | 14.1%          | 16.0%                        |
| 2        | 27 de maio de 2012   | 12.1%          | 15.2%                        | 12.8%          | 14.6%                        |
| 3        | 2 de junho de 2012   | 14%            | 15.6%                        | 14.9%          | 16.7%                        |
| 4        | 3 de junho de 2012   | 14.8%          | 19.0%                        | 14.8%          | 16.5%                        |
| 5        | 9 de junho de 2012   | 17.4%          | 20.5%                        | 15.9%          | 17.0%                        |
| 6        | 10 de junho de 2012  | 16.5%          | 20.3%                        | 16.8%          | 19.4%                        |
| 7        | 16 de junho de 2012  | 18.7%          | 22.6%                        | 17.1%          | 18.6%                        |
| 8        | 17 de junho de 2012  | 18.4%          | 22.3%                        | 16.6%          | 18.6%                        |
| 9        | 23 de junho de 2012  | 19.7%          | 22.9%                        | 18.6%          | 20.2%                        |
| 10       | 24 de junho de 2012  | 19.8%          | 22.0%                        | 20.3%          | 21.9%                        |
| 11       | 30 de junho de 2012  | 23.1%          | 26.0%                        | 22.0%          | 23.0%                        |
| 12       | 1 de julho de 2012   | 23.1%          | 26.3%                        | 20.3%          | 21.7%                        |
| 13       | 7 de julho de 2012   | 21.9%          | 26.0%                        | 22.0%          | 23.4%                        |
| 14       | 8 de julho de 2012   | 22.8%          | 26.7%                        | 21.6%          | 22.3%                        |
| 15       | 14 de julho de 2012  | 26.0%          | 30.1%                        | 23.5%          | 24.8%                        |
| 16       | 15 de julho de 2012  | 26.0%          | 29.6%                        | 23.7%          | 25.3%                        |
| 17       | 21 de julho de 2012  | 26.7%          | 30.5%                        | 24.4%          | 26.1%                        |
| 18       | 22 de julho de 2012  | 21.8%          | 25.3%                        | 24.4%          | 26.0%                        |
| 19       | 11 de agosto de 2012 | 18.2%          | 20.4%                        | 18.1%          | 19.3%                        |
| 20       | 12 de agosto de 2012 | 24.9%          | 28.8%                        | 23.5%          | 25.3%                        |
| Média    | Média                | 20.0%          | 23.3%                        | 19.3%          | 20.8%                        |

## Prêmios e indicações
| Ano  | Premiação                               | Categoria                                                   | Beneficiário                   | Resultado | Ref.   |
| ---- | --------------------------------------- | ----------------------------------------------------------- | ------------------------------ | --------- | ------ |
| 2012 | Korea Drama Awards                      | Melhor Drama                                                | A Gentleman's Dignity          | Indicado  | [ 29 ] |
| 2012 | Korea Drama Awards                      | Melhor Atriz Revelação                                      | Yoon Jin-yi                    | Venceu    | [ 30 ] |
| 2012 | Korea Drama Awards                      | Melhor Trilha Sonora                                        | "My Love" – Lee Jong-hyun      | Indicado  | [ 31 ] |
| 2012 | Mnet Asian Music Awards                 | Melhor Trilha Sonora                                        | "My Love" – Lee Jong-hyun      | Indicado  | [ 32 ] |
| 2012 | Korean Culture and Entertainment Awards | Melhor Atriz Coadjuvante em um Drama                        | Nam Hyun-joo                   | Venceu    | [ 33 ] |
| 2012 | K-Drama Star Awards                     | Prêmio de Excelência, Atriz                                 | Kim Ha-neul                    | Indicado  |        |
| 2012 | K-Drama Star Awards                     | Prêmio de Atuação, Atriz                                    | Kim Jung-nan                   | Venceu    | [ 34 ] |
| 2012 | K-Drama Star Awards                     | Prêmio de Estrela em Ascensão                               | Yoon Jin-yi                    | Venceu    | [ 35 ] |
| 2012 | Melon Music Awards                      | Estilo de Música - Melhor Trilha Sonora                     | "My Love" – Lee Jong-hyun      | Indicado  | [ 36 ] |
| 2012 | Melon Music Awards                      | Prêmio de Melhor Canção T-Store                             | "My Love" – Lee Jong-hyun      | Indicado  | [ 37 ] |
| 2012 | Melon Music Awards                      | Prêmio de Melhor Canção T-Store                             | "My Heartache" - Lee Jong-hyun | Indicado  | [ 37 ] |
| 2012 | Grimae Awards                           | Melhor Cinegrafista                                         | Hwang Min-shik                 | Venceu    | [ 38 ] |
| 2012 | SBS Drama Awards                        | Prêmio Top Excelência, Ator em Drama de Fim de Semana       | Jang Dong-gun                  | Venceu    | [ 39 ] |
| 2012 | SBS Drama Awards                        | Prêmio Top Excelência, Atriz em Drama de Fim de Semana      | Kim Ha-neul                    | Venceu    | [ 39 ] |
| 2012 | SBS Drama Awards                        | Prêmio de Excelência, Ator em Drama de Fim de Semana        | Kim Su-ro                      | Venceu    | [ 39 ] |
| 2012 | SBS Drama Awards                        | Prêmio de Excelência, Atriz em Drama de Fim de Semana       | Yoon Se-ah                     | Indicado  | [ 39 ] |
| 2012 | SBS Drama Awards                        | Prêmio de Atuação Especial, Ator em Drama de Fim de Semana  | Kim Min-jong                   | Venceu    | [ 39 ] |
| 2012 | SBS Drama Awards                        | Prêmio de Atuação Especial, Ator em Drama de Fim de Semana  | Lee Jong-hyuk                  | Venceu    | [ 39 ] |
| 2012 | SBS Drama Awards                        | Prêmio de Atuação Especial, Atriz em Drama de Fim de Semana | Kim Jung-nan                   | Venceu    | [ 39 ] |
| 2012 | SBS Drama Awards                        | Prêmio de Nova Estrela                                      | Yoon Jin-yi                    | Venceu    | [ 39 ] |
| 2012 | SBS Drama Awards                        | Prêmio de Nova Estrela                                      | Lee Jong-hyun                  | Venceu    | [ 39 ] |
| 2012 | SBS Drama Awards                        | Top 10 Estrelas                                             | Jang Dong-gun                  | Venceu    | [ 39 ] |
| 2012 | SBS Drama Awards                        | Top 10 Estrelas                                             | Kim Ha-neul                    | Venceu    | [ 39 ] |
| 2012 | SBS Drama Awards                        | Prêmio de Popularidade                                      | Kim Ha-neul                    | Venceu    | [ 39 ] |
| 2012 | SBS Drama Awards                        | Prêmio de Melhor Casal                                      | Kim Min-jong & Yoon Jin-yi     | Venceu    | [ 39 ] |
| 2012 | SBS Drama Awards                        | Prêmio de Realização                                        | Kim Eun-sook                   | Venceu    | [ 39 ] |
| 2013 | Seoul Music Awards                      | Melhor Trilha Sonora                                        | "My Love" – Lee Jong-hyun      | Venceu    | [ 40 ] |
| 2013 | Baeksang Arts Awards                    | Melhor Atriz Revelação (TV)                                 | Yoon Jin-yi                    | Indicado  | [ 41 ] |
| 2013 | Baeksang Arts Awards                    | Ator Mais Popular (TV)                                      | Jang Dong-gun                  | Indicado  | [ 41 ] |
| 2013 | Baeksang Arts Awards                    | Atriz Mais Popular (TV)                                     | Kim Ha-neul                    | Indicado  | [ 41 ] |
| 2013 | Baeksang Arts Awards                    | Atriz Mais Popular (TV)                                     | Yoon Jin-yi                    | Indicado  | [ 41 ] |